# وولترسدورف (شلسویگ-هولشتاین)
وولترسدورف (به آلمانی: Woltersdorf) یک شهر در آلمان است که در هرتسوگتوم لاونبورگ واقع شده‌است.
 وولترسدورف  ۲۷۵ نفر جمعیت دارد.